# Ceradenia kalbreyeri
Ceradenia kalbreyeri är en stensöteväxtart som först beskrevs av Bak., och fick sitt nu gällande namn av Luther Earl Bishop. Ceradenia kalbreyeri ingår i släktet Ceradenia och familjen Polypodiaceae. Inga underarter finns listade.